# Les Chroniques de San Francisco (série télévisée)
Pour les articles homonymes, voir Les Chroniques de San Francisco.
Les Chroniques de San Francisco (Tales of the City puis More Tales of the City puis Further Tales of the City) est un feuilleton télévisé britannico-américain en seize épisodes, créé d'après la série de romans éponymes d'Armistead Maupin, réalisé par Alastair Reid et diffusé à partir du 8 mai 1993 sur Channel 4 au Royaume-Uni, et entre le 10 janvier 1994 et le 27 mai 2001 sur PBS puis sur Showtime.
En France, le feuilleton a été diffusé à partir du 13 novembre 1999 sur Téva, et au Québec à partir du 8 mai 2001 sur Séries+.
En 2019, Netflix sort une nouvelle version de la série, où l'on retrouve les principaux protagonistes de l'histoire.

## Synopsis
Six personnes vivant à San Francisco, liées par le fait qu'elles habitent un immeuble propriété de Mme Madrigal, personnage coloré et mystérieux, qui fait figure de matriarche de cette tribu. On vit avec eux des questionnements, les difficultés des relations amoureuses, des problèmes de boulot, la liberté des années 1970, les substances illicites, etc. Tout ça se passe dans un décor des États-Unis, années 1970.

## Fiche technique
- Réalisation :
  - Alastair Reid (pour le premier volet)
  - Pierre Gang (pour les deux autres volets)
- Scénario :
  - Richard Kramer (pour Les Chroniques de San Francisco)
  - Nicolas Wright (pour Nouvelles Chroniques de San Francisco)
  - James Lecesne et Armistead Maupin (pour Autres Chroniques de San Francisco)
- D'après la série de romans d'Armistead Maupin

## Titres, années et date de diffusion

### Les Chroniques de San Francisco(1993)
Date de diffusion
- États-Unis : 10 janvier 1994
- France : 13 novembre 1999

### Les Nouvelles Chroniques de San Francisco(1998)
Date de diffusion
- États-Unis : 7 juin 1998
- France : 20 novembre 1999

### Autres Chroniques de San Francisco(2001)
Date de diffusion
- États-Unis : 6 mai 2001
- France : 29 novembre 2002

## Distribution
| Personnages                | Les Chroniques de San Francisco 1993 | Les Nouvelles chroniques de San Francisco 1998 | Autres chroniques de San Francisco 2001 | Les Chroniques de San Francisco 2019 | Voix françaises                          | Voix québécoises.     |
| -------------------------- | ------------------------------------ | ---------------------------------------------- | --------------------------------------- | ------------------------------------ | ---------------------------------------- | --------------------- |
| Mary Ann Singleton         | Laura Linney                         | Laura Linney                                   | Laura Linney                            | Laura Linney                         | Dominique Westberg 2019 : Pauline Brunel | Manon Arsenault       |
| Anna Madrigal              | Olympia Dukakis                      | Olympia Dukakis                                | Olympia Dukakis                         | Olympia Dukakis                      | Joëlle Brover 2019 : Cathy Cerda         | Françoise Faucher     |
| DeDe Halcyon Day           | Barbara Garrick                      | Barbara Garrick                                | Barbara Garrick                         | Barbara Garrick                      | Catherine Davernier                      | Hélène Mondoux        |
| Dr Jon Fielding            | Billy Campbell                       | Billy Campbell                                 | Billy Campbell                          |                                      | Bernard Lanneau                          | Alain Zouvi           |
| Connie Bradshaw            | Parker Posey                         | Parker Posey                                   | Parker Posey                            |                                      |                                          | Sophie Léger          |
| Michael "Mouse" Tolliver   | Marcus D'Amico                       | Paul Hopkins                                   | Paul Hopkins                            | Murray Bartlett                      | Emmanuel Curtil                          | Gilbert Lachance      |
| Brian Hawkins              | Paul Gross                           | Whip Hubley                                    | Whip Hubley                             | Paul Gross                           | Pierre Laurent 2019 : Xavier Fagnon      | Jean-Luc Montminy     |
| Frannie Halcyon            | Nina Foch                            | Diana Leblanc                                  | Diana Leblanc                           |                                      | Nicole Favart                            | Élise Bertrand        |
| D'orothea Wilson           | Cynda Williams                       | Françoise Robertson                            | Françoise Robertson                     |                                      |                                          | Rafaëlle Leiris       |
| Beauchamp Day              | Thomas Gibson                        | Thomas Gibson                                  |                                         |                                      |                                          | Daniel Picard         |
| Mona Ramsey                | Chloe Webb                           | Nina Siemaszko                                 |                                         |                                      | Annabelle Roux                           | Camille Cyr-Desmarais |
| Prue Giroux                | Mary Kay Place                       |                                                | Mary Kay Place                          |                                      |                                          |                       |
| Edgar Halcyon              | Donald Moffat                        | Donald Moffat                                  |                                         |                                      |                                          | Hubert Gagnon         |
| Norman Neal Williams       | Stanley DeSantis                     |                                                |                                         |                                      |                                          |                       |
| Binky Gruen                | Meagen Fay                           |                                                |                                         |                                      |                                          | Anne Bédard           |
| Candi Moretti              | Stephanie Faracy                     |                                                |                                         |                                      |                                          |                       |
| Booter Manigault           | McLean Stevenson                     |                                                |                                         |                                      |                                          |                       |
| Lionel Wong                | Philip Moon                          |                                                |                                         |                                      |                                          |                       |
| Chuck                      | Lou Liberatore                       |                                                |                                         |                                      |                                          |                       |
| Peter Cipriani             | Kevin Sessums                        |                                                |                                         |                                      |                                          |                       |
| Mona "Mother Mucca" Ramsey |                                      | Jackie Burroughs                               | Jackie Burroughs                        |                                      | Perrette Pradier                         |                       |
| Burke Andrew               |                                      | Colin Ferguson                                 |                                         |                                      | Philippe Vincent                         |                       |
| Betty Ramsey               |                                      | Swoosie Kurtz                                  |                                         |                                      |                                          |                       |
| Luke                       |                                      |                                                | Henry Czerny                            |                                      |                                          |                       |
| Bambi Kanetaka             |                                      |                                                | Sandra Oh                               |                                      |                                          |                       |
| Father Paddy Starr         |                                      |                                                | Bruce McCulloch                         |                                      | Gabriel Le Doze                          |                       |
| Royal Reichenbach          |                                      |                                                | John McMartin                           |                                      |                                          |                       |
| Shawna Hawkins             |                                      |                                                |                                         | Elliot Page                          | Jessica Monceau                          |                       |
| Jake Rodriguez             |                                      |                                                |                                         | Garcia                               | Benjamin Bollen                          |                       |
| Margot Park                |                                      |                                                |                                         | May Hong                             | Joséphine Ropion                         |                       |
| Ben Marshall               |                                      |                                                |                                         | Charlie Barnett                      | Franck Lorrain                           |                       |

## Autour du feuilleton
Laura Linney (dans le rôle qui l'a fait connaître), Olympia Dukakis, Barbara Garrick, William Campbell et Parker Posey sont les acteurs à avoir tourné dans les trois saisons des Chroniques de San Francisco.